# Boô-Silhen
Boô-Silhen è un comune francese di 288 abitanti situato nel dipartimento degli Alti Pirenei nella regione dell'Occitania.

## Società

### Evoluzione demografica
Abitanti censiti